# Open di Francia 2024 - Doppio maschile in carrozzina
Il doppio maschile in carrozzina del torneo di tennis professionistico Open di Francia 2024, facente parte della categoria Grande Slam, si è giocato dal 5 all'8 giugno 2024 allo Stade Roland Garros di Parigi, Francia.
Alfie Hewett e Gordon Reid erano i quattro volte campioni in carica, e si sono riconfermati vincendo in finale contro Takuya Miki e Tokito Oda con il punteggio di 6–1, 6–4.

## Teste di serie
1.    Alfie Hewett /  Gordon Reid (campioni)
  2.    Takuya Miki /  Tokito Oda (finale)

## Tabellone

### Legenda
| - Q = Qualificato - WC = Wild card - LL = Lucky loser | - ALT = Alternate - SE = Special Exempt - PR = Protected Ranking | - w/o = Walkover - r = Ritirato - d = Squalificato |

|  | Quarti di finale | Quarti di finale                   | Quarti di finale                  | Quarti di finale | Quarti di finale |  |  | Semifinali | Semifinali                        | Semifinali                      | Semifinali             | Semifinali             |   |   | Finale | Finale                   | Finale                   | Finale | Finale |  |
|  |                  |                                    |                                   |                  |                  |  |  |            |                                   |                                 |                        |                        |   |   |        |                          |                          |        |        |  |
|  | 1                | Alfie Hewett Gordon Reid           | Alfie Hewett Gordon Reid          | 6                | 6                |  |  |            |                                   |                                 |                        |                        |   |   |        |                          |                          |        |        |  |
|  |                  | Tom Egberink Maikel Scheffers      | Tom Egberink Maikel Scheffers     | 2                | 0                |  |  | 1          | Alfie Hewett Gordon Reid          | 3                               | 6                      | [10]                   |   |   |        |                          |                          |        |        |  |
|  |                  | Gustavo Fernández Stéphane Houdet  | Gustavo Fernández Stéphane Houdet | 6                | 7                |  |  |            | Gustavo Fernández Stéphane Houdet | 6                               | 2                      | [8]                    |   |   |        |                          |                          |        |        |  |
|  |                  | Takashi Sanada Ruben Spaargaren    | Takashi Sanada Ruben Spaargaren   | 4                | 5                |  |  |            |                                   |                                 |                        |                        |   |   | 1      | Alfie Hewett Gordon Reid | Alfie Hewett Gordon Reid | 6      | 6      |  |
|  |                  | Frédéric Cattaneo Guilhem Laget    | 4                                 | 6                | [10]             |  |  |            |                                   | 2                               | Takuya Miki Tokito Oda | Takuya Miki Tokito Oda | 1 | 4 |        |                          |                          |        |        |  |
|  |                  | Alexander Cataldo Casey Ratzlaff   | 6                                 | 2                | [8]              |  |  |            | Frédéric Cattaneo Guilhem Laget   | Frédéric Cattaneo Guilhem Laget | 1                      | 1                      |   |   |        |                          |                          |        |        |  |
|  |                  | Martín de la Puente Joachim Gérard | 1                                 | 6                | [5]              |  |  | 2          | Takuya Miki Tokito Oda            | Takuya Miki Tokito Oda          | 6                      | 6                      |   |   |        |                          |                          |        |        |  |
|  | 2                | Takuya Miki Tokito Oda             | 6                                 | 4                | [10]             |  |  |            |                                   |                                 |                        |                        |   |   |        |                          |                          |        |        |  |